# Dacrydium lycopodioides
Dacrydium lycopodioides är en barrträdart som beskrevs av Adolphe-Théodore Brongniart och Jean Antoine Arthur Gris. Dacrydium lycopodioides ingår i släktet Dacrydium, och familjen Podocarpaceae. IUCN kategoriserar arten globalt som nära hotad. Inga underarter finns listade i Catalogue of Life.